# محطة قطار أولاد زواي
محطة قطار أولاد زواي كانت محطة سكة حديدية جزائرية تقع في بلدية أولاد زواي ، ولاية أم البواقي . المحطة مغلقة حاليا وخارجة عن الخدمة.

## موقعها في الشبكة الحديدية
تقع محطة القطار في بلدة السباخ شمال بلدية أولاد الزواي، على خط القراح إلى تقرت. تسبقها محطة عين مليلة وتتبعها محطة عين ياقوت الواقعة في ولاية باتنة.

## خدمة الركاب
حتى بدايات عام 2010، كانت القطارات الجهوية تتوقف بمحطة قطار أولاد الزواي على خط قسنطينة - بسكرة.

### روابط خارجية
- "ش.و.ن.س.ح". الشركة الوطنية للنقل بالسكك الحديدية. مؤرشف من الأصل في 2025-05-05.